# Бронепотяг № 72 «Імені Миколи Руднєва»
Бронепотяг № 72 «Імені Миколи Руднєва» - бронепотяг РСЧА.

## Історія
Бронепотяг був виготовлений на Луганському паровозобудівному заводі в лютому–березні 1919 р., названий на честь Миколи Олександровича Руднєва, який загинув в боях з козаками отамана П. М. Краснова під Царицином. Бронепотяг входив до складу загону бронепотягів 1-ї Кінної армії. Бронепотяг брав участь в боях за Харків, Кременчук, Київ, розгромі повстання отамана Григор’єва в 1919 р.